# Läckö landsfiskalsdistrikt
Läckö landsfiskalsdistrikt var 1918-1951 ett landsfiskalsdistrikt i Skaraborgs län, bildat när Sveriges indelning i landsfiskalsdistrikt trädde i kraft den 1 januari 1918, enligt beslut den 7 september 1917. När Sveriges nya indelning i landsfiskalsdistrikt trädde i kraft den 1 januari 1952 (enligt kungörelsen 1 juni 1951) upplöstes distriktet och dess område införlivades i Kållands landsfiskalsdistrikt.
Landsfiskalsdistriktet låg under länsstyrelsen i Skaraborgs län.

## Ingående områden
När Sveriges nya indelning i landsfiskalsdistrikt trädde i kraft den 1 oktober 1941 (enligt kungörelsen den 28 juni 1941) tillfördes kommunerna Gillstad, Häggesled, Järpås, Lavad, Norra Kedum, Tranum, Tådene, Uvered och Väla från det upphörda Järpås landsfiskalsdistrikt.

### Från 1918
Kållands härad:
- Gösslunda landskommun
- Otterstads landskommun
- Rackeby landskommun
- Skalunda landskommun
- Strö landskommun
- Sunnersbergs landskommun
- Söne landskommun
- Örslösa landskommun

### Från 1 oktober 1941
Kållands härad:
- Gillstads landskommun
- Gösslunda landskommun
- Häggesleds landskommun
- Järpås landskommun
- Lavads landskommun
- Norra Kedums landskommun
- Otterstads landskommun
- Rackeby landskommun
- Skalunda landskommun
- Strö landskommun
- Sunnersbergs landskommun
- Söne landskommun
- Tranums landskommun
- Tådene landskommun
- Uvereds landskommun
- Väla landskommun
- Örslösa landskommun